# Комаровка (Кыштовский район)
Комаровка — деревня в Кыштовском районе Новосибирской области. Входит в состав Кулябинского сельсовета.

## География
Площадь деревни — 51 гектар.

## Население
| 2002 | 2007 | 2010 |
| ---- | ---- | ---- |
| 74   | ↘56  | ↘43  |

## Инфраструктура
В деревне по данным на 2007 год функционируют 1 учреждение здравоохранения и 1 учреждение образования.